# Крейсери типу «Альміранте Сервера»
Крейсери типу «Альміранте Сервера»  (або тип «Альфонсо») — це три легкі крейсери, побудовані для ВМС Іспанії в 1920-х роках. Кораблі були побудовані компанією «Сосіедад Еспаньйола де Конструксьйон Наваль» (Sociedad Española de Construcción Naval) у Ферролі, тісно пов'язаної з британськими фірмами. Конструкція крейсерів була розроблена сером Філіпом Воттсом. Вона базувалася на конструкції британських крейсерів типу «Емеральд», але всі котли були згруповані разом, що дозволило зменшити кількість труб до двох. Основне озброєння включало 6-дюймові гармати за зразками Віккерса. Вони розміщувалися у окремих баштах на носі та кормі, та у трьох здвоєних між ними. Програма була спочатку авторизована у 1915 році, але її реалізація була відкладена через Першу світову війну. Будівництво першого корабля почалося в 1917 році.
У 1940-х роках «Галісія» та «Мігель де Сервантес» були суттєво переобладнані. Одну з середніх башт гармат головного калібру прибрали, аби розмістити на катапульту для гідролітака. Одинарні 6-дюймові башти були замінені на здвоєні, щоб зберегти загальний залп у 8 гармат. На всіх трьох кораблях були встановлені додаткові зенітні гармати.

## Кораблі типу
| Корабель                                     | Спущено на воду  | Зданий в експлуатацію | Доля                                        |
| -------------------------------------------- | ---------------- | --------------------- | ------------------------------------------- |
| «Прінсіпе Альфонсо» / «Лібертад» / «Галісія» | 27 липня 1922 р  | 30 серпня 1925 р      | Виключений зі складу флоту, лютий 1970 року |
| «Альміранте Сервера»                         | 16 жовтня 1925 р | Травень 1927 року     | Виключений зі складу флоту, 1966 рік        |
| «Мігель де Сервантес»                        | 17 травня 1929 р | 10 лютого 1930 року   | Виключений зі складу флоту, 1964 рік        |

## Історія служби
«Прінсіпе Альфонсо» використовувався королем Альфонсо XIII під час кількох закордонних візитів наприкінці 1920-х років, а в 1931 році відвіз його у вигнання до Італії. Під час Громадянської війни в Іспанії, перейменованої на «Лібертад», крейсер служив у іспанському республіканському флоті та був інтернований в Бізерті, Французький Туніс після завершення конфлікту. Він повернулася до Іспанії в 1939 році і була перейменований на «Галісія».
«Мігель де Сервантес» (названий на честь Мігеля де Сервантеса Сааведри ) також був частиною республіканського флоту під час громадянської війни і був торпедований італійським підводним човном «Еванджеліста Торрічеллі» в 1936 році. Корабель був інтернований у Бізерті та повернутий до Іспанії. Крейсер сильно постраждав від пожежі 1943 року, але був відремонтований. Він представляла Іспанію на Коронаційному огляді флоту в 1953 році.
«Альміранте Сервера» (названий на честь адмірала Паскуаля Сервера і Топете ) служив на боці націоналістів у громадянській війні та брав участь у більшості основних її зіткнень на морі.